# Cratere Grace (Venere)
Grace  è un cratere sulla superficie di Venere.
Il cratere, appartenente alla serie dedicata agli antroponimi, riprende un tipico nome femminile greco.